# Chuckwalla National Monument

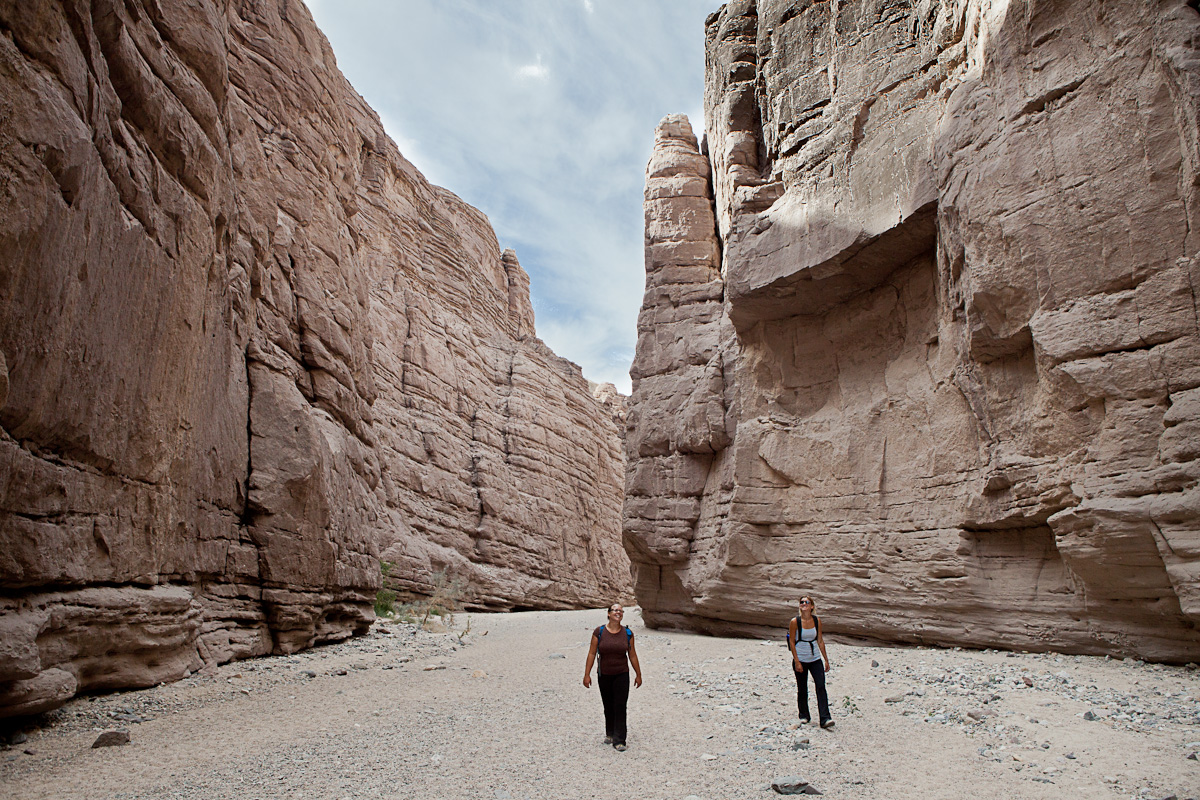
Mecca Hills im Chuckwalla National Monument

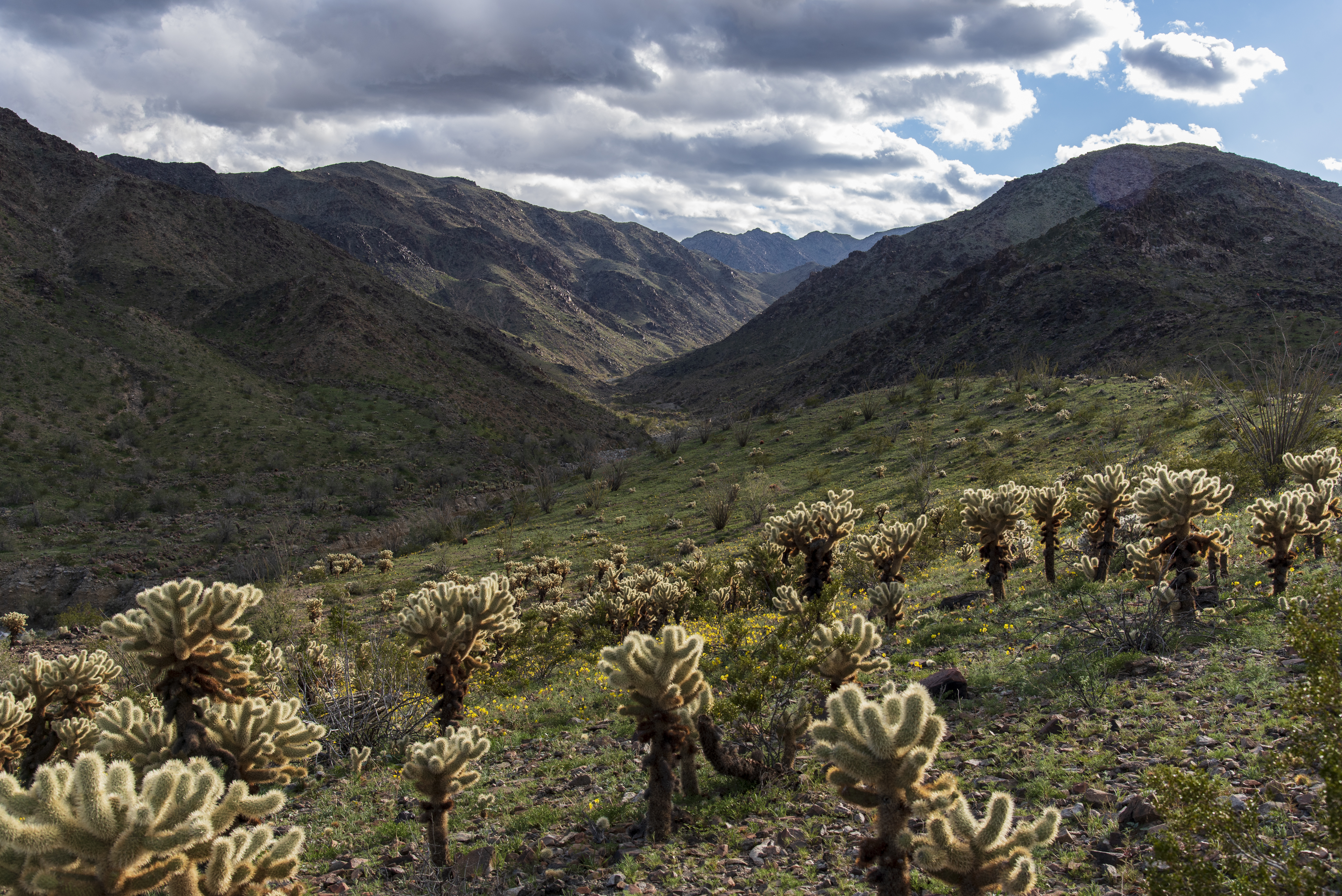
Bereich Corn Springs

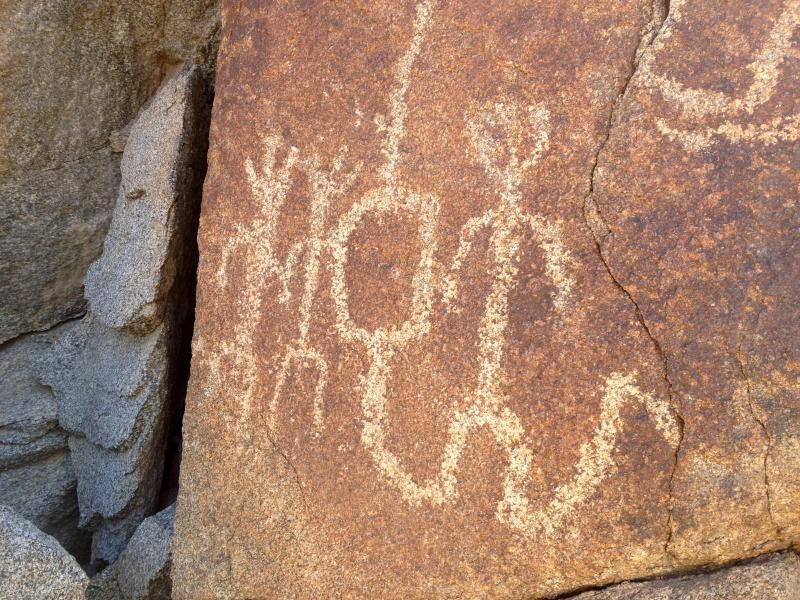
Petroglyphe in Corn Springs

Das Chuckwalla National Monument ist ein US-amerikanisches National Monument in der Colorado-Wüste im Riverside County und im Imperial County im Süden von Kalifornien. Es wurde durch Präsident Joe Biden durch eine Presidential Proclamation am 14. Januar 2025 mit einer Flächengröße von 624.270 Acres (2.526,3 km²) ausgewiesen. Das National Monument wird vom Bureau of Land Management (BLM) und vom Indianerstamm Cahuilla betreut. Das Land, aus dem das vorgeschlagene Monument besteht, befindet sich vollständig im Besitz der Bundesregierung. Es besteht aus einer großen Hauptfläche und vier kleineren Teilflächen. Die Ausweisung erfolgte zum Schutz der Umwelt vor der Ausweitung der Vorstadtbebauung und vor Solar- und Windenergieprojekten. In einer Vereinbarung mit Unternehmen für erneuerbare Energien wurde der ursprüngliche Vorschlag um 40.000 Hektar reduziert, um den Zugang zu Übertragungsleitungen für die Solarentwicklung zu erhalten.

## Ausweisungsgeschichte
Aufrufe zum Schutz des Gebiets kommen von verschiedenen Seiten, u. a. von den Indianerstämmen der Cahuilla, Chemehuevi, Mohave, Quechan und Serrano, die gemeinsam vorschlugen, dass Joe Biden das Monument im Rahmen der Befugnisse des Antiquities Act einrichtet. Außerdem wurde die Ausweisung des Monuments von der National Audubon Society, dem Sierra Club und anderen Naturschutzverbänden unterstützt. Im September 2023 brachte der Kongressabgeordnete Raul Ruiz mit Unterstützung der kalifornischen Senatoren Alex Padilla und Laphonza Butler ein Bundesgesetz zur Errichtung des National Monuments ein.
Innenministerin Deb Haaland besuchte das Gebiet im Mai 2024 um die Ausweisung zu unterstützen. Die kalifornische Legislative verabschiedete einstimmig eine Resolution zur Unterstützung des Monuments und zur Ausweisung eines Joshua Tree National Monument und eines Kw’tsán National Monument.
Präsident Biden wollte das Chuckwalla National Monument zusammen mit dem Sáttítla Highlands National Monument ausweisen. Biden wollte dies ursprünglich auf einer Veranstaltung im Coachella Valley am 7. Januar tun, die jedoch der Waldbrände in Südkalifornien im Januar 2025 abgesagt wurde und auf den 14. Januar im Weißen Haus verschoben wurde.
Mit der Ausweisung des Monuments schuf Biden den Moab to Mojave Conservation Corridor, ein 600 Meilen langes, zusammenhängendes Netz von Schutzgebieten, das sich über Kalifornien, Nevada, Arizona und Utah erstreckt. Dieses Schutzgebietsnetz umfasst 18 Millionen Acres. In ihm liegen fünf National Monuments, vier Nationalparks, zwei National Recreation Areas und ein National Preserve. Das Chuckwalla National Monument grenzt im Moab to Mojave Conservation Corridor im Norden an das Mojave Trails National Monument und den Joshua-Tree-Nationalpark.
Am 15. März 2025 signalisierte Präsident Donald Trump, dass er die Einrichtung des Sáttítla Highlands National Monument und des Chuckwalla National Monument rückgängig machen würde, da sie riesige Landflächen für die wirtschaftliche Entwicklung und die Energieerzeugung sperren. Der Innenminister Doug Burgum erließ am Tag seiner Vereidigung einen Anordnung, der eine sofortige 15-tägige Überprüfung aller National Monumente und ähnlicher Gebiete auf ihr Energie- und Mineralienpotenzial anordnete. In einer Rede vor einer nationalen Konferenz von Stammesführern ein paar Wochen später sagte er, dass sie die Nationalparks und National Monumente nicht ändern würden. Mehr als 800 000 Menschen haben eine Petition unterzeichnet, die die Einrichtung der beiden kalifornischen Stätten und anderer fordert. Alle Städte und Gemeinden in der Nähe des Chuckwalla National Monuments haben Briefe zur Unterstützung geschickt, mit Ausnahme der Stadt Blythe, die sich für eine Verkleinerung des Monuments ausspricht.

## Angaben zum National Monument
Das Monument ist nach den in diesem Gebiet heimischen Chuckwalla-Eidechsen benannt. Zu den weiteren einheimischen Wildtieren gehören Kaninchenkauz, Elfenkauz, Westliche Bulldoggfledermaus, Westliche Gelbfledermaus, Kalifornische Großohrblattnase, Kitfuchs, Puma, Dickhornschaf und Kalifornische Gopherschildkröte. Zu den Gebieten, die in das Monument aufgenommen werden würden, gehören die bereits geschützten Wilderness Area Mecca Hills, Orocopia Mountains, Chuckwalla Mountains, Little Chuckwalla Mountains, Palo Verde Mountains und Milpitas Wash. Zu den bestehenden Freizeit- und historischen Stätten, die Teil des Monuments werden würden, gehören die Eagle Mountain Railroad, verschiedene Truppenübungsplätze aus dem Zweiten Weltkrieg und bereits bestehende Wanderwege. Der Bradshaw Trail, ein historischer Weg, und der BLM Back Country Byway, verläuft durch das Monument. Die Nutzung durch US-Militär in der Luft und am Boden wurde durch die Ausweisung nicht eingeschränkt.
Im National Monument liegen immer noch Privatgrundstücke und diese sind nicht Teil vom National Monuments. Diese Privatgrundstücke und Flächen im Eigentum Kaliforniens können nur Teil des National Monuments werden, sofern sie freiwillig von den Vereinigten Staaten erworben werden können. Erwirbt der Bund Privatgrundstücke innerhalb des National Monument, so werden diese Grundstücke Teil des Schutzgebietes. Die Ausweisung des National Monuments hat keinen Einfluss auf die Rechte von Eigentümern von Grundstücken, welche sich nicht im Eigentum der USA befinden im oder an den Grenzen des Schutzgebietes. Bei der Errichtung des Schutzgebietes wurden auch bestehende Weiderechte privater Rinderfarmen auf dem Land im Bundeseigentum bestätigt.